# Jan Brzák-Felix
Jan Brzák-Felix (Praag, 6 april 1912 - Praag, 15 juli 1988) was een Tsjecho-Slowaaks kanovaarder.
Brzák-Felix won in 1936 olympisch goud op de C-2 samen met Vladimír Syrovátka. Bij de volgende spelen twaalf jaar later verdedigde Brzák-Felix met succes zijn titel, ditmaal samen met Bohumil Kudrna. Vier jaar later moesten zij genoegen nemen met de zilveren medaille.

## Belangrijkste resultaten

### Olympische Zomerspelen
| Editie | Plaats   | Resultaten |
| ------ | -------- | ---------- |
| 1936   | Berlijn  | C-2 1000m  |
| 1948   | Londen   | C-2 1000m  |
| 1952   | Helsinki | C-2 1000m  |

### Wereldkampioenschappen vlakwater
| Jaar | Plaats     | Resultaten               |
| ---- | ---------- | ------------------------ |
| 1938 | Vaxholm    | C-2 10000 m · C-2 1000 m |
| 1950 | Kopenhagen | C-2 1000 m · C-2 10000 m |

### Wereldkampioenschappen kanoslalom
| Jaar | Plaats | Resultaten                        |
| ---- | ------ | --------------------------------- |
| 1949 | Genève | C-1 team m · C-2 team · C-1 · C-2 |

1936: Jan Brzák-Felix & Vladimír Syrovátka ·
1948: Jan Brzák-Felix & Bohumil Kudrna ·
1952: Finn Haunstoft & Bent Peder Rasch ·
1956: Alexe Dumitru & Simion Ismailciuc ·
1960: Leonid Geisjtor & Sergej Makarenko ·
1964: Andrei Chimitsj & Stepan Osjtsjepkov ·
1968: Serghei Covaliov & Ivan Patzaichin ·
1972: Vladislavas Česiūnas & Joeri Lobanov ·
1976: Sergej Petrenko & Aleksandr Vinogradov ·
1980: Ivan Patzaichin & Toma Simionov ·
1984: Ivan Patzaichin & Toma Simionov ·
1988: Nicolae Juravschi & Viktor Reneiski ·
1992: Ulrich Papke & Ingo Spelly ·
1996: Andreas Dittmer & Gunar Kirchbach ·
2000: Florin Popescu & Mitică Pricop ·
2004: Christian Gille & Tomasz Wylenzek ·
2008: Aliaksandr Bahdanovitsj & Andrei Bahdanovitsj ·
2012: Peter Kretschmer & Kurt Kuschela ·
2016: Sebastian Brendel & Jan Vandrey ·
2020: Fernando Jorge & Serguey Torres
- Nationale Bibliotheek van Tsjechië: osa2014844870
- Virtual International Authority File: 311580693